# Javier Pereira Rieve
Francisco Javier Pereira Rieve (Cambyretá, Paraguay, 27 de enero de 1974) es un político paraguayo. Es el actual gobernador del departamento de Itapúa.

## Trayectoria política
Fue concejal municipal de Cambyretá durante dos periodos, desde el año 2001 al 2010. 
Fue electo intendente municipal por Cambyretá durante tres periodos consecutivos (2010-2015, 2015-2021 y  2021-2022), el cual tuvo que renunciar en 2022 para candidatarse a gobernador del departamento de Itapúa.